# Vittighed
Vittigheder, jokes eller vitser er korte morsomme historier, som skal vække latter.
Endnu i 1800-tallet betød ordet vittighed "vid, intelligens". Lidt ligesom udtrykket en kvik bemærking. Der laves vittigheder om store begivenheder i historien.

## Vittighedernes oprindelse
En af de ældste vittighedssamlinger i verden er bogen Philogelos, skrevet på oldgræsk og fra det 3. århundrede e.Kr. 
Vittigheder kendes tilbage til sumererne fra omkring 2. årtusinde f.Kr., hvor den ældste kendte vittighed stammer fra. Oversat til dansk lyder den: "Noget der ikke er hændt siden tidernes morgen; en ung kvinde undlod at prutte i sin husbonds favn."

## Skemaer
De fleste vittigheder har en humoristisk pointe til sidst.
Mange vittigheder følger et fast skema, hvor fraser eller situationer går igen. 
Danske eksempler er:
Og så var der ...Begyndelse på en oneliner ofte med et ordspil.
Alle børnene ...Alle børnene er begyndelsen på en kort vittighed oftest med sort humor, hvor navnet på et barn nævnes og  rimer på det sidste ord i sætningen.
"Tjener, der er en flue i min suppe!"Sagt af en gæst på en restaurant. Tjeneren svarer med en enkelt replik.
Godt, Dårlig, VærreEn kort vittighed i tre dele, hvor en situation uarter fra godt, dårligt til værre. Eventuelt er "godt" udeladt.
"død baby"En form hvor en baby dør eller bliver såret. Fx hvor mange babyer, skal der til at male en væg rød? "Det kommer an på hvor hårdt man kaster". 
Godt eller DårligtEn vittighed begynder med "er det godt eller dårligt", med ordspil og formuleret som et ubesvaret spørgsmål. Eksempel: Er det godt eller dårligt at have ben i næsen, hvis man dyrker karate?
Spørgsmål/svarEn vittighed af et spørgsmål og et svar.
Personer, der går igen i danske vittigheder, er århusianere (århushistorierne), blondiner, molboer (molbohistorier) og handicappede.
Fælles for aarhus-, blondine- og molbo-historierne er, at de spiller på en postuleret dumhed. Blondinehistorierne kan tillige ofte et element af sex.
Aarhushistorierne følger typisk spørgsmål/svar-skemaet: "Hvorfor står aarhusianerne op når de skal sove?" — "For at de kan falde i søvn!"

## Vittigheder og dagligsproget
Enkelte vittigheder er blevet fast inventar i sproget, således:
- "Madonna" om en ølåbner (den hæver blikket)
- "Lykkens pamjulefis" om en heldig person (en spøgefuld fordrejning af vendingen: "lykkens pamfilius")
- "And what can I do you for?" (engelsk) (en spøgefuld fordrejning af vendingen "And what can I do for you?")